# Michał Stolarz
Michał Stolarz (ur. 2 lutego 1977 w Krakowie) – polski piłkarz występujący na pozycji pomocnika.

## Życiorys
Stolarz jest wychowankiem Hutnika Kraków, dla którego rozegrał 60 spotkań w ekstraklasie, zdobywając 2 bramki. Jesienią 1999 r. grał w Stomilu Olsztyn, a od wiosny 2000 r. przez 2 lata występował w Śląsku Wrocław. Na rundę jesienną sezonu 2002 przeniósł się do Pogoni Szczecin, w której rozegrał swój ostatni sezon w najwyższej klasie rozgrywkowej.
Następnie piłkarz takich klubów jak ŁKS Łódź, Stal Głowno, Piast Gliwice, Hutnik Kraków, Kmita Zabierzów, od jesieni 2007 BKS Bochnia.
Ogółem rozegrał w I lidze 115 meczów, w których strzelił 5 goli.